# Бельский, Артемий Ананьевич
Арте́мий Ана́ньевич Бе́льский (? — после 1817) — русский военачальник, генерал-майор.

## Биография
Дата рождения и вступления в военную службу неизвестны.
Военная карьера:
- 10.02.1800 — назначен командиром кирасирского генерал-майора фон Кнорринга 3-го полка.
- 05.03.1800 — в связи с расформированием полка определен состоять по кавалерии.
- 06.07.1800 — произведён в полковники.
- 17.03.1804 — назначен командиром Глуховского кирасирского полка.
- 27.01.1808 — назначен шефом Тираспольского драгунского полка.
- 12.04.1808 — уволен в отставку с производством в генерал-майоры.
- 25.01.1812 — вновь принят на службу с назначением начальником 4-й дивизии 2-го резервного корпуса Ф. Ф. Эртеля.[1]
- в 1813—1814 годах — командир 2-го кавалерийского корпуса в Резервной армии.[2]
- 20.01.1817 — уволен в отставку с мундиром и 1/2 пенсии.

Дата смерти неизвестна.

## Награды
- Награждён орденом Св. Георгия 4-й степени (№ 3091; 26 ноября 1816).
- Также награждён другими орденами Российской империи, в числе которых орден Св. Анны 2-й степени (03.09.1814).